# Activiti (szoftver)
Az Activiti egy nyílt forráskódú Java nyelven írt munkafolyamat motor, mely képes végrehajtani BPMN 2.0-ban definiált üzleti folyamatokat.

## Története
2010 márciusában Tom Baeyens és Joram Barrez, a jBPM két fő fejlesztője elhagyta Red Hat-ot és elkezdte az Activitit Alfresco alkalmazottként. Az Activti az ő jBPMes workflow tapasztalatain alapul, de ez egy teljesen új kódbázis, nem alapul semmilyen korábbi jBPM kódon.
Az Activti első verziója az 5.0, amely azt jelzi, hogy ez a termék folytatása azoknak a tapasztalatoknak, amelyet a jBPM 1-től 4-ig szereztek.

## Komponensei
A projekt jelenleg egy együttműködő alkalmazás csomag:
- Modellező, egy web alapú grafikus munkafolyamat authoring interfész, amely Signavión alapul
- Tervező, Eclipse modul a munkafolyamatok fejlesztéséhez
- Motor, a központi munkafolyamat feldolgozó
- Explorer, egy webes eszköz folyamat definíciók telepítéséhez, új folyamat példányokat képes kezdeni és folytatni a munkafolyamatot
- Cycle, egy web alkalmazás a csoportmunkához az üzleti felhasználók és a szoftverfejlesztők között

## Alternatív Modellező GUI
A Yaoqiang BPMN Editor (FLOSS, GPLv3) képes kapcsolódni az Activiti motorhoz és így használható grafikus workflow author interfészként az Activiti Modeler alternatívájaként.

## Fordítás
Ez a szócikk részben vagy egészben  az   Activiti (software) című angol Wikipédia-szócikk ezen változatának fordításán alapul.  Az eredeti cikk szerkesztőit annak laptörténete sorolja fel. Ez a jelzés csupán a megfogalmazás eredetét és a szerzői jogokat jelzi, nem szolgál a cikkben szereplő információk forrásmegjelöléseként.